# Agencia Telegráfica Central de Corea
La Agencia Telegráfica Central de Corea (ATCC), más conocida a nivel internacional por sus siglas en inglés KCNA (Korean Central News Agency, "Agencia Central de Noticias de Corea"), es la agencia de noticias estatal de la República Popular Democrática de Corea (RPDC) o Corea del Norte. Ha existido desde el 5 de diciembre de 1946, es decir, desde antes de la proclamación oficial de la RPDC, hecho que tendría lugar casi dos años después, el 9 de septiembre de 1948. Las oficinas centrales de la ATCC se encuentran en la capital del Estado, la ciudad de Pionyang.

## Organización
La ATCC es la única y exclusiva organización de noticias norcoreana, la cual regularmente brinda informes provenientes de periódicos y transmisiones radiales y televisivas (de la Televisión Central de Corea) de Corea del Norte, a la vez que también monitorea permanentemente su salida al extranjero, tendiendo a solo mostrar sucesos y hechos favorables al país, la autoproclamada República Popular Democrática de Corea.
Desde diciembre de 1996 la ATCC ha estado publicando artículos en Internet desde un servidor web ubicado en el Japón, a pesar de ser este último país un aliado de Occidente, y por lo tanto hostil al régimen político norcoreano. Es posible que las autoridades niponas permitan operar a ese servidor en su propio territorio para así obtener noticias de primera mano de un gobierno que ya de por sí es herméticamente cerrado.[cita requerida]
Además de su idioma coreano original, la ATCC también publica noticias en inglés, español, chino y japonés. La ATCC tiene acuerdos de intercambio con 46 agencias de noticias incluyendo la ex soviética ITAR-TASS y la china Xinhua, a partir de las cuales la propia agencia norcoreana ha sido modelada. También tiene vínculos con la surcoreana Yonhap. con oficinas y corresponsalías en seis países extranjeros, principalmente en Rusia y China. En el año 2004, la agencia empleaba a cerca de 2.000 personas.
De acuerdo a la definición ideológica suministrada en su sitio web, la ATCC “habla por el Partido de los Trabajadores y por el Gobierno de la República Popular y Democrática de Corea”. Ha sido metafóricamente definida como el “portavoz gubernamental” de Corea del Norte que brinda o retrata una imagen favorable del país ante una audiencia internacional.
En junio de 1964, en una de sus primeras actividades oficiales, el todavía joven Kim Jong-il (de tan solo 22 años de edad en ese entonces) visitó las oficinas de la ATCC y dijo que la agencia debía “propagar la ideología revolucionaria del Líder Kim Il-sung [su padre] por todo el mundo”.
Dejando de lado su marcado grado de tendenciosidad ideológica, la ATCC ofrece a los observadores y analistas extranjeros una oportunidad única de acceder a la “mentalidad” o pensamiento único impuesto por el régimen norcoreano, lo que de otra manera sería mucho más difícil de lograr, dada la naturaleza muy cerrada y virtualmente secreta de Corea del Norte.
Durante una charla oficial brindada a funcionarios de la ATCC, el 12 de junio de 1964, se describieron las directivas que debían guiar a la agencia:

”Para llegar a ser una poderosa arma ideológica de nuestro Partido, la Agencia Telegráfica Central de Corea debe proveer de un servicio de noticias de acuerdo con las ideas e intenciones del gran líder, camarada Kim Il-sung, establecer el juche [“autosuficiencia”] firmemente en su trabajo, y encarnar plenamente el espíritu del Partido, el espíritu de la clase trabajadora y el espíritu de servir al pueblo. Le debe prestar seria atención a cada palabra, a cada punto de cada uno de los escritos que emite, porque ellos expresan el punto de vista de nuestro Partido y del Gobierno de nuestra República”.

Como puede leerse claramente en esta cita textual, ese histórico discurso puso un especial énfasis en la importancia de la figura del dirigente supremo del país, el ya fallecido padre de Kim Jong-il, así como también hizo hincapié en la importancia del cuidado “ideológico” en la redacción de las noticias y propaganda que transmitiese la ATCC. Incluso el mensaje dejó trascender la necesidad de un claro (auto)convencimiento político que debe evidenciar la lectura pública de los informes de la agencia. La ATCC suele exageradamente alardear que es “renombrada alrededor del mundo”.
Debido al estricto control gubernamental al que está sometida, la agencia prácticamente nunca informa de malas noticias provenientes del propio Estado norcoreano. No obstante, en contadas ocasiones ha reconocido la falta de alimentos básicos en el país.
Por ejemplo, con un retraso de “sólo” dos días, la agencia informó al mundo del desastre ferroviario de Ryongchon, ocurrido en abril de 2004. Ese reconocimiento tal vez se debió a que, como se trató de un accidente de gran magnitud cerca de la frontera entre las dos Coreas, hubiese sido relativamente difícil mantener al mundo exterior desinformado respecto del mismo (de hecho, fotografías satelitales tomadas después del luctuoso suceso evidenciaron que efectivamente se trataba de una inocultable catástrofe).

## Temas recurrentes
Los artículos de la ATCC usualmente dan vuelta sobre algunos temas específicos (de los cuales se dan algunos ejemplos en la sección de referencias):
- Detalles de las actividades de eventos culturales, a los que suelen asistir varios dignatarios, así como permanentes condenas a las acciones y actitudes emprendidas por los sucesivos gobiernos de los Estados Unidos,[16] Japón[17] y Corea del Sur.[18]

Algunos de sus temas recurrentes son los siguientes:
- La ATCC suele emitir in la reacción de Corea del Norte respecto de algunos cruces y enfrentamientos que suele tener con el gobierno las autoridades del Japón, en particular los relacionados con el Chongryon (agrupación que aglutina a los residentes norcoreanos en tierra nipona y que actúa como embajada informal o de facto entre ambos países, los cuales no tienen relaciones diplomáticas formales).[19]
- Llamado a la reunificación de la nación y península y coreanas bajo la idea juche.[20][21]
- Promoción del inveterado culto a la personalidad del actual dirigente máximo del país Kim Jong-un, así como a la figura de sus fallecidos padre, Kim Jong-il, y abuelo, Kim Il-sung.[22][23] También ofrece información de la rutina diaria de algunos de los líderes máximos del país, en particular del dirigente supremo del país,[24] además de reproducir alabanzas provenientes de organizaciones extranjeras amistosas con el régimen norcoreano, así como “oraciones” al difunto Kim Il-sung,[25][26][21] las esporádicas visitas por parte de delegaciones oficiales extranjeras que suele recibir el país[27] o los obsequios que recibe el líder norcoreano por parte de sus pocos admiradores en otras naciones.[28] Respecto del número de regalos y obsequios, la ATCC afirmó en 2003 que el fallecido líder Kim Il-sung recibía un promedio de “2910 por año, 243 por mes y 8 por día”.[29]

### Prácticas editoriales
Las tradiciones prácticas editoriales de la ATCC reflejan el tema recurrente de que en la península coreana sólo el régimen comunista de Pionyang es legítimo. La sureña República de Corea siempre es mencionada como Joseon (“Corea”) del Sur, sugiriendo que se trata de un mero lugar geográfico y no de una nación. De la misma manera, la propia Corea del Norte suele ser denominada como Joseon del Norte, dando a entender que ambos Estados serán reunificados en algún futuro aún indefinido. Por su parte, en el servicio en inglés de la ATCC, Corea del Sur es mencionada como south Korea (escribiendo la primera palabra en minúscula).
Los cargos de los dirigentes de su archirrival Corea del Sur aparecen entre comillas, como en el caso de las palabras “gobierno”, “ministerio”, “autoridades”, dando a entender la supuesta ilegitimidad de los mismos según el régimen comunista norcoreano. Lo mismo sucede con cualquier tipo de ley o regulación dictada por Seúl, como en el caso de la “Ley de Seguridad Nacional”.

## Editoriales de Año Nuevo
Es una tradición que la ATCC, junto con los tres principales (y estrictamente estatales o pro-gubernamentales) periódicos norcoreanos, publique editoriales conjuntos, los cuales destacan los lineamientos políticos a ser tomados por el régimen para el año entrante.
Estos editoriales usualmente alaban la política Songun de "los militares primero", así como al gobierno en general y en particular al “querido líder” Kim Jong-il (hijo del “gran líder” Kim Il-sung), a la vez que también instan a promover al crecimiento de la nación y del Estado, y a esforzarse por ese objetivo.
También lanzan críticas contra los gobiernos "imperialistas" de Estados Unidos, Japón y Corea del Sur y, en general, cualquier gobierno (sobre todo occidental) que se oponga al régimen norcoreano.
De vez en cuando, la agencia publica editoriales pidiendo el retiro de las tropas estadounidenses estacionadas en Corea del Sur.
Mientras que los editoriales de Año Nuevo son una tradición dentro de los periódicos, el de 2006 atrajo la atención de algunos medios occidentales mediante la campaña nacional norcoreana en pos de intentar forzar el retiro de las tropas estadounidenses de Corea del Sur.
El editorial para el Año Nuevo de 2009 hizo varias veces el tradicional llamamiento a una eventual reunificación coreana. Asimismo, otro hecho que llamó la atención de algunos observadores occidentales fue que el mensaje no incluyó críticas hacia la política exterior de los EE. UU., probablemente ante la inminencia de los “vientos de cambio” que se desatarían ante la por entonces inminente investidura de Barack Obama como nuevo presidente de ese país. Asimismo, mediante él se reconoció oficialmente las severas penurias económicas por las que está atravesando el país.
El editorial también hizo referencia a la eventual desnuclearización de la península coreana, en lo que algunos analistas occidentales estimaron como una señal “esperanzadora”.